# Linnaemya vulpinoides
Linnaemya vulpinoides är en tvåvingeart som först beskrevs av Baranov 1932.  Linnaemya vulpinoides ingår i släktet Linnaemya och familjen parasitflugor. Inga underarter finns listade i Catalogue of Life.